# Gallia Butnaru
Gallia Butnaru (n. Borșan, 25 septembrie 1936, Bănila pe Șiret, județul Cernăuți) este o geneticiană, amelioratoare și profesoară universitară română, recunoscută pentru contribuțiile sale în citologie, polenizare, embriogeneză, biotehnologii și cercetări asupra triticale. A activat peste patru decenii (1959–2004) la Universitatea de Științe Agricole și Medicină Veterinară a Banatului din Timișoara, unde a coordonat cercetări în genetica plantelor. A publicat 362 de lucrări științifice, 14 cursuri universitare și 5 monografii, fiind laureată a Premiului Academiei Române „Ion Ionescu de la Brad” (1984) și a mai multor medalii internaționale.

## Biografie

### Copilărie și educație
Gallia Butnaru s-a născut la 25 septembrie 1936 în Bănila pe Șiret, județul Cernăuți, într-o familie de învățători. A urmat clasele primare în perioada refugiului din al Doilea Război Mondial și liceul „Carmen Sylva” din Timișoara (1947–1954). În 1954, a fost admisă la Facultatea de Agronomie din Timișoara, obținând diploma de inginer agronom. A absolvit ulterior Facultatea de Limbă Engleză și Facultatea de Filozofie. În 1964, s-a înscris la doctorat, susținând teza în 1972 sub coordonarea profesorului Iulian Drăcea. A efectuat specializări în biostatistică (1966), genetică și citogenetică la Universitatea București (1972), precum și stagii internaționale în Argentina, SUA, Columbia și Republica Moldova (1990–2003). 

### Carieră profesională
După absolvire, a fost reținută ca asistentă la Catedra de Genetică și Ameliorarea Plantelor a Universității Agronomice din Timișoara, sub îndrumarea profesorilor Iulian Drăcea, Alexe Potlog și Maria Neagu. Din 1964, s-a dedicat geneticii, iar după 1980, a coordonat cercetările catedrei. A fost profesoară universitară, elaborând 14 cursuri universitare. A participat la 22 de congrese internaționale, 27 de simpozioane internaționale, 15 congrese naționale și 38 de simpozioane naționale, fiind invitată ca profesor la universități din Argentina, Columbia, SUA și Ungaria. 

## Activitate științifică
Gallia Butnaru a publicat 362 de lucrări științifice, abordând citologia, polenizarea, embriogeneza, biotehnologiile și triticale. A creat cinci linii de triticale, două linii de grâu și patru hibrizi de porumb, obținând omologări pentru liniile „Olimpia” și „Valeria”. A obținut brevete pentru procedee de înmulțire a cartofului devirozat și a entomofagului Trichogramma sp. 
Citologie și cariologie  
A efectuat cercetări timp de 35 de ani (1969–2004), publicând circa 50 de lucrări, printre care „Influența consangvinizării asupra diviziunii meiotice la Zea Mays” (1970), „Meioza la Triticale, în condiții de iradiere acută cu raze gamma” (1979) și „Hibridarea in situ și cartarea genelor la Hordeum sp. și Secale cereale” (1993). A adus contribuții la înțelegerea proceselor meiotice și a instabilității cariologice. 
Polenizare și embriogeneză  
A studiat polenizarea și embriogeneza la porumb, grâu, secară și triticale, publicând „Studiul fecundării la câteva linii consangvinizate stabilizate de porumb și la hibrizii lor” (1968), „Fecundarea și embriogeneza în consangvinizarea la Zea Mays” (1972) și „Schimbarea raportului dintre embrion și endosperm la Zea Mays în urma iradierii cu radiații gamma”. A clarificat influența factorilor ecologici și ereditari asupra generațiilor viitoare. 
Fluide magnetice și biotehnologii  
A cercetat influența fluidelor magnetice asupra celulelor vegetale, publicând „Fluidele magnetice, o nouă clasă de stimulatori vegetali” (1986) și „Creșterea și caracteristicile celulei sub influența nanoparticulelor magnetice” (2000). A studiat micropropagarea in vitro, publicând „Creșterea și morfogeneza in vitro în condițiile de hipogravitate simulată” și „Efectul fluidelor magnetice asupra procesului de înrădăcinare in vitro a butașilor de cartofi”. 
Cercetări asupra triticale
A efectuat circa 40 de studii asupra biologiei triticale, publicând „Triticale, citologie, embriologie, perspective”, „Triticale under irradiation conditions” (1979) și „Efectul condițiilor de mediu din Banat asupra unor linii de Triticale de proveniență străină” (cu P.I. Gusttasion). A contribuit la înțelegerea potențialului agricol al triticale în România. 

## Activitate didactică
Ca profesoară universitară la Universitatea Agronomică din Timișoara, a elaborat 14 cursuri universitare, unul fiind adoptat în străinătate. A fost invitată ca profesor la universități din Argentina, Columbia, SUA și Ungaria, contribuind la formarea specialiștilor în genetică. 

## Activitate managerială
Gallia Butnaru a ocupat funcții de conducere în cercetare:
- Coordonator al cercetărilor Catedrei de Genetică și Ameliorarea Plantelor, Timișoara (după 1980).
- Membru în comitetul de redacție al revistei „Propagation of Ornamental Plants”, Sofia.
- Organizator al opt simpozioane internaționale și membru al Comitetului Științific al Simpozionului Internațional de Citogenetică, India (1988).

A realizat recenzii pentru cărți și teze de doctorat din străinătate. 

## Lucrări publicate
Gallia Butnaru a publicat 362 de lucrări științifice și 5 monografii. Dintre lucrările reprezentative:
- „Eficacitatea îngrășămintelor chimice la porumbul dublu hibrid pentru boabe, pe lăcoviștea de la Timișoara” (cu N. Oprișan), Editura Agrosilvică, București, 1960
- „Experiențe cu îngrășăminte la porumbul de nutreț” (cu N. Oprișan, H. Butnaru), Editura Agrosilvică, București, 1961
- „Efectul aplicării îngrășămintelor” (cu N. Oprișan), Academia RPR, Științe și Cercetări de Biologie și Științe Agricole, Tom. X, 1963
- „Influența temperaturii scăzute din timpul germinației semințelor de grâu asupra cariotipului în diviziune” (cu Iulian Drăcea), Lucrări Științifice IAT, vol. VIII, 1965
- „Observații privind calitatea polenului la porumb în diferite generații de consangvinizare”, Lucrări Științifice IAT, vol. XI, 1968
- „Studiul fecundării la câteva linii consangvinizate stabilizate de porumb și la hibrizii lor” (cu Iulian Drăcea, T. Șuba), Lucrări Științifice IAT, vol. XI, 1968
- „Observații asupra ciclului mitotic la câteva linii consangvinizate de porumb”, Sesiunea Științifică CD, IAT, 1968
- „Aspecte ale meiozei la Helianthus annuus sub influența colchicinei și a razelor X” (cu Maria Neagu), Cercetări biologice în partea de vest a României, vol. I, 1969
- „Aberații cromozomiale la plante”, Sesiunea Științifică CD, secția biologie, Arad, 1969
- „Influența consangvinizării asupra diviziunii meiotice la Zea Mays”, Lucrări Științifice IAT, Seria A, vol. XIII, 1970
- „Fecundarea și embriogeneza în consangvinizarea la Zea Mays”, Cercetări genetice EDP, 1972
- „Studii comparative privind fecundarea și embriogeneza la Triticum aestivum, Secale cereale și la hibrizii Triticum aestivum / triticale” (cu Iulian Drăcea), Tibiscus - Șt. nat., 1975
- „Formarea embrionului și endospermului la grâu și secară în condiții de autopolenizare și hibridare” (cu Iulian Drăcea), Congresul Internațional de Genetică, Moscova, 1978
- „Meioza la Triticale în condiții de iradiere acută cu raze gamma”, Simpozionul de Genetică, Piatra Neamț, 1979
- „Balanța proteică în funcție de fertilizarea cu azot la Triticale”, Simpozionul Național de Agrochimie, Timișoara, 1979
- „Triticale under irradiation conditions”, Congresul Internațional, Varșovia, 1979
- „Triticale recherches in Romania”, Congresul Internațional EUCARPIA, Varșovia, 1980
- „Comparative data of chemical and gamma rays mutagenesis of the Triticale. Themeiosis”, ESNA Meeting, Debrecen, Ungaria, 1980
- „Modificări în arhitectura caracterelor calitative la grâu în condițiile iradierii moderate”, Lucrări Științifice IAT, seria A, vol. XII, 1981
- „Influența iradierii asupra calității proteinelor la grâu”, Sesiunea Științifică CD, IAT, 1981
- „Aportul prof. Victor Ghimpu în cariologie”, Sesiunea de Comunicări, Academia RSR, 1982
- „Lichide magnetice. Perspective și limite”, Analele Academiei Timișoara, 1982
- „Data of cytoembriogenesis on Zea Mays”, Proc. Genet. Congr., New Delhi, 1984
- „Particularitățile ultrastructurale ale călușului format pe medii cu fluide magnetice”, Buletin informațional, SNBC, București, 1984
- „Frecvența cromozomilor B în populațiile locale la porumb”, Lucrări de genetică, București, 1985
- „Man - the World - Peace”, Hamdard Foundation, Pakistan, 1986
- „Efectul retardanților ionizați asupra unor genotipuri de cereale de toamnă”, Conferința a III-a de Ecologie, Arad, 1986
- „Fluidele magnetice, o nouă clasă de stimulatori vegetali”, Sesiunea IHLF Vidra, 1986
- „Organogeneza in vitro pe medii suplimentare cu apă ușoară”, Simpozionul Științific, Rîmnicu Vîlcea, 1986
- „Variațiuni în formarea și dispunerea cromozomilor meiotici”, SNBC, nr. 19, București, 1987
- „Asupra embriogenezei la speciile vegetale”, Sesiunea SMDC, București, 1987
- „Heterozisul la plantele autogame și alogame”, Sesiunea de genetică, București, 1987
- „Asupra utilizării lichidelor magnetice în producția vegetală” (colectiv), Sesiunea tehnico-științifică IPT, 1988
- „Rezultate privind analiza populațiilor locale de Helianthus annuus”, Sesiunea de referate SCA Suceava, 1989
- „The structure and function of chromosomes under magnetic liquids”, FEBS Abstracts, 1990
- „Regenerarea la plante”, Simpozionul SNDC, Arad, 1997
- „Realizări și perspective în genetica aplicată”, Congresul „Știința la sfârșit de mileniu”, AOS, București, 1998
- „Nanoparticule magnetice, o nouă posibilitate de propagare”, SCL Appol. of Magnetics Carriers, Rostock, Germania, 2000
- „Micropropagarea, o etapă necesară în lucrările de evaluare a populațiilor locale cu reproducere vegetativă”, Simpozion, Priorități în dezvoltarea Biotehnologiei Românești, 2002

### Monografii
- „Triticale, o nouă cereală”, Editura Academiei Române
- „Șorgul zaharat”, Editura Helicon
- „The frontier: Plant - Magnetic Fluids”, Editura Mirton
- „Biologia porumbului” (capitolul Citoplasmă porumbului), Editura Academiei Române
- „Dicționar genetic poliglot”, 2002

### Alte lucrări
- „Genetica nucleară”, 1999
- „Evoluție și Evoluționism”, 2003
- „Practici în citogenetică”, 2003

## Premii și distincții
- Premiul Academiei Române „Ion Ionescu de la Brad” (1984)
- Medalia de Aur, Bruxelles EUREKA (1998)
- Medalia de Aur, Salonul Internațional de Invenții, Geneva (2002)
- Medalia de Aur cu Mențiune, Salonul Internațional EUREKA, Bruxelles (1998)
- Premiul III pentru creație științifică, „Triticale T. Tim 38-81” (1983)
- Diplomă de Onoare pentru „Triticale - cereala zonelor montane și premontane”
- Diplomă de Onoare pentru rezultate remarcabile în cercetare (1988)
- Femeia Anului, American Biographical Institute (1997)
- 4 brevete de invenție naționale
- 9 brevete de invenție internaționale

## Afilieri
- Membru al Societății de Genetică din România (1965)
- Membru și consilier al Societății Române de Biologie Celulară (1984)
- Secretar general al Academiei Oamenilor de Știință din România, Filiala Timișoara (1987)
- Membru al Asociației Române de Culturi de Țesuturi Vegetale (1988)
- Membru al Asociației Femeilor Intelectuale (1999)
- Membru al Propagation of Ornamental Plants, Sofia (1989)
- Membru al șapte societăți internaționale de genetică și ameliorare
- Membru al comitetului de redacție al revistei „Propagation of Ornamental Plants”, Sofia